# Kang Seung-yoon
Kang Seung-yoon (Busan, 21 de enero de 1994), conocido simplemente como Seungyoon o Yoon, es un cantante, compositor, productor y actor surcoreano, conocido por ser el líder del grupo surcoreano Winner. En 2010 participó en el concurso de canto, Superstar K2, donde terminó en el cuarto lugar. Se convirtió en trainee de YG Entertainment en enero de 2011, donde debutó como cantante solista en julio de 2013, y como líder de Winner en agosto de 2014.

## Biografía

### Primeros años
Nació el 21 de enero de 1994 en Busan, Corea del Sur. Aprendió a tocar la guitarra en octavo grado de escuela. Cuando estaba en el último año de la escuela media, tomó lecciones de guitarra clásica y billar, lo que lo ayudó a convertirse en el representante regional de billar.

### Salud
El 11 de abril de 2022, su agencia YG Entertainment anunció que había dado positivo para COVID-19 el 7 de abril, por lo que había detenido sus actividades programadas y estaba siguiendo las directrices de las autoridades sanitarias gubernamentales, para centrarse en su recuperación y autoaislamiento hasta el 13 de abril.

## Carrera

### 2010-2012: Comienzos de su carrera,Superstar K2, yHigh Kick
En 2010, Seungyoon participó en el concurso de canto de Mnet, Superstar K2. Terminó en el cuarto lugar, lanzó dos sencillos musicales "I'll Write You a Letter" y "Instinctively". Después de ser liberadas mediante el álbum de Superstar K2: Top 6 (My Story), "I'll Write You a Letter" alcanzó la posición 24 en el Chart de GAON, mientras que "Instinctively" se posicionó en el primer lugar de lista, y se convirtió en una de las 100 canciones del año. Más adelante fue liberada como sencillo digital del álbum recopilatorio, Superstar K2 Up to 11.También colaboró con otros tres concursantes del programa, en la canción "Life is Tab", para promocionar el  Samsung Galaxy Tab.
Después de éxito inicial con Superstar K2, Yang Hyun-suk firmó a Seungyoon con su agencia, YG Entertainment, el 12 de enero de 2011. Ese mismo año formó parte del soundtrack del drama coreano Midas, con la canción "You are Heaven".
Seungyoon se graduó del Instituto de Artes de Busan en 2012, con una especialización en guitarra clásica. Aquel año, él apareceó en el sitcom, High Kick: Revenge of the Short Legged, donde representó a un jovencito con un fuerte acento sureño, que llega a Seúl con el sueño de convertirse en presidente. La serie se transmitió desde el 19 de septiembre de 2011 hasta el 29 de marzo de 2013.

### 2013-presente: Debut como solista, debut con Winner, y su carrera de actuación
El 20 de junio de 2013,  Yang Hyun-suk anunció en YG Life que Seungyoon debutaría como solista con el sencillo "Wild and Young", compuesto por Teddy Park. El 15 de julio fue anunciado que el lanzamiento de ese sencillo sería pospuesto, al día siguiente se liberó "It Rains", la cual logró un all-kill al posicionarse como número uno en todos las listas principales de tiempo real de Corea. Finalmente, "Wild and Young", fue lanzada el 31 de julio , y se programaron otros dos sencillos promocionales para agosto y septiembre. Las promociones en vivo de la canción comenzaron el 4 de agosto en Inkigayo.
El segundo sencillo, "Stealer" (en coreano: 맘도둑:), fue liberado el 14 de agosto. El video musical fue protagonizado por la actriz, Yoon Jin-yi, este video fue "grabado en secreto" y lanzado sin hacerle publicidad, con el fin de no interrumpir las promociones de "Wild and Young".
Entonces Seungyoon participó en el programa de supervivencia WIN: Who is Next El formato de dicho show se basó en dos equipos (Team A y B) conformados por trainees de YG que competerían entre ellos en cada episodio, y el ganador final tendría la oportunidad de debutar. Song Min-ho era inicialmente el líder del "Team A", pero a raíz de una lesión, se designó a Yoon como el nuevo líder del equipo. El "Team A" ganó la competencia final el 25 de octubre, para debutar como WINNER. A partir del 15 de noviembre se presentaron como teloneros del Japan Dome Tour de Big Bang, y debutaron oficialmente en agosto de 2014. En el mismo año, Seungyoon y su compañero de grupo, Mino, participaron con la canción "Wild Boy" en el proyecto Monthly de Yoon Jong-shin.

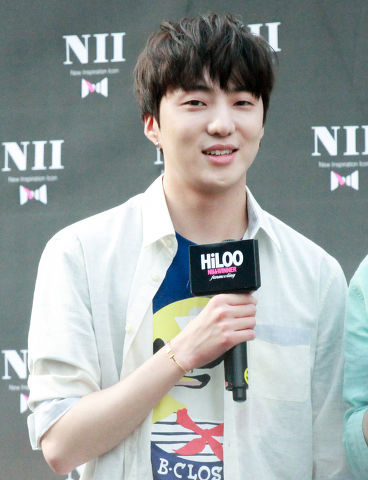
Kang Seung-yoon en mayo de 2015.

En 2015 Seungyoon protagonizó el web-drama We Broke Up, junto a Sandara Park. La serie contó con 10 episodios y se transmitió desde el 29 de junio al 17 de julio vía Naver TV Cast.
A finales del 2016, protagonizó otro web-drama llamado Love for a Thousand More, en el cual trabajó con su compañero de grupo, Jinwoo. El drama es una colaboración entre CJ E&M, YGE and YGKPlus, y estuvo al aire desde el 5 al 23 de diciembre. Yoon colaboró con la canción principal de drama, "You".
Ese mismo mes se volvió miembro permanente del programa de variedades Flower Crew, después de haber participado como invitado.
En 2017 formó parte del reparto del drama de tvN, Prison Playbook, también participó junto a Mino en la banda sonora del drama, con "Door", canción producida por Zico.
En octubre del 2020 se unió al elenco recurrente de la serie Kairos donde interpretó a Lim Geon-wook, el mejor amigo de Han Ye-ri (Lee Se-young), hasta el final de la serie el 22 de diciembre del mismo año.

## Discografía

### Canciones
| Título                       | Año  | Mejores posiciones | Ventas         | Álbum                       |
| Título                       | Año  | COR                | Ventas         | Álbum                       |
| ---------------------------- | ---- | ------------------ | -------------- | --------------------------- |
| "Instinctively" (본능적으로) | 2010 | 1                  | - : 1,971,568+ | Superstar K2: Hasta 11      |
| "It Rains" (비가 온다)       | 2013 | 1                  | - : 646,766+   | 비가 온다 It Rains - Single |
| "Wild and Young"             | 2013 | 18                 | - : 126,500+   | Wild and Young - Single     |
| "Stealer" (맘도둑)           | 2013 | 9                  | - : 229,988+   | 맘도둑 Stealer - Single     |

### Canciones promocionales
| Título                         | Año  | Nota                                     |
| ------------------------------ | ---- | ---------------------------------------- |
| "Life is Tab "                 | 2011 | Colaboración con Samsung Galaxy Tab      |
| "Have You Ever Fallen in Love" | 2011 | Colaboración con Standing Egg and Polham |

### Colaboraciones
| Título                                     | Año  | Posición | Ventas      | Álbum                                |
| Título                                     | Año  | COR      | Ventas      | Álbum                                |
| ------------------------------------------ | ---- | -------- | ----------- | ------------------------------------ |
| "Wild Boy"(con Yoon Jong-shin & Song Mino) | 2014 | 25       | - : 67,675+ | Yoon Jong Shin Mensual - Marcha 2014 |

### Otras canciones
| Título                    | Año  | Mejores Posiciones | Ventas | Álbum                          |
| Título                    | Año  | COR                | Ventas | Álbum                          |
| ------------------------- | ---- | ------------------ | ------ | ------------------------------ |
| "I'll Write You a Letter" | 2010 | 24                 |        | Superstar K2: Top 6 (My Story) |

### Aspectos de banda sonora
| Título                                                                      | Año  | Mejores Posiciones | Ventas       | Álbum                                   |
| Título                                                                      | Año  | COR                | Ventas       | Álbum                                   |
| --------------------------------------------------------------------------- | ---- | ------------------ | ------------ | --------------------------------------- |
| "You are Heaven"                                                            | 2011 | 11                 | - : 315,311+ | Midas                                   |
| "Smile, My Love" (con Lee Juck)                                             | 2012 | —                  | —            | High Kick: Revenge of the Short Leggend |
| "0+1"                                                                       | 2015 | —                  | —            | We Broke Up                             |
| "Two of Us" (con Sandara Park)                                              | 2015 | —                  | —            | We Broke Up                             |
| "We Broke Up" (con Sandara Park)                                            | 2015 | —                  | —            | We Broke Up                             |
| "Don't Forget"                                                              | 2016 | —                  | —            | Half Moon Friends                       |
| "You"                                                                       | 2016 | 89                 | - : 20,684+  | Love for a Thousand More                |
| "Door" (문) (con Mino)                                                      | 2017 | —                  | - : 18,521+  | Prison Playbook                         |
| "—" Denota elementos qué no fue liberado en aquel país o fallado a gráfico. |      |                    |              |                                         |

### Créditos de producción
| Año  | Álbum                           | Canción                   | Letra    | Letra                                   | Música   | Música                                             |
| Año  | Álbum                           | Canción                   | Créditos | Con                                     | Créditos | Con                                                |
| ---- | ------------------------------- | ------------------------- | -------- | --------------------------------------- | -------- | -------------------------------------------------- |
| 2010 | Superstar K2: Top 6 (My Story)  | "I'll Write You a Letter" | Sí       | N/A                                     | No       | N/A                                                |
| 2013 | FINALE BATTLE (WHO IS NEXT:WIN) | "Just Another Boy"        | No       | N/A                                     | Sí       | Song Min-ho, Nam Tae-hyun, Teddy                   |
| 2013 | FINALE BATTLE (WHO IS NEXT:WIN) | "Go Up"                   | Sí       | Song Min-ho, Lee Seung-hoon             | Sí       |                                                    |
| 2014 | 2014 S/S                        | "Color Ring"              | Sí       | Song Min-ho, Lee Seung-hoon             | Sí       | Ham Seung-chun, Kang Wook-jin, Jo Sung-hwak, Dee.P |
| 2014 | 2014 S/S                        | "Love Is a Lie"           | Sí       | Song Min-ho, Lee Seung-hoon             | Sí       | N/A                                                |
| 2014 | 2014 S/S                        | "Different"               | Sí       | Song Min-ho, Lee Seung-hoon             | Sí       | Song Min-ho                                        |
| 2014 | 2014 S/S                        | "Smile Again"             | Sí       | Song Min-ho, Lee Seung-hoon             | Sí       | Song Min-ho, Dee.P                                 |
| 2015 | We Broke Up (Soundtrack)        | "0+1"                     | Sí       | N/A                                     | Sí       | N/A                                                |
| 2015 | We Broke Up (Soundtrack)        | "Two of Us"               | Sí       | N/A                                     | No       | N/A                                                |
| 2015 | We Broke Up (Soundtrack)        | "Today"                   | Sí       | N/A                                     | No       | N/A                                                |
| 2015 | We Broke Up (Soundtrack)        | "We Broke Up"             | Sí       | N/A                                     | Sí       | Ham Seung-chun, Kang Wook-jin                      |
| 2016 | Exit : E                        | "Immature"                | Sí       | Song Min-ho, Lee Seung-hoon             | Sí       | Kang Wook-jin                                      |
| 2017 | Fate Number For                 | "Really Really"           | Sí       | Song Min-ho, Lee Seung-hoon             | Sí       | Kang Wook-jin, Song Min-ho                         |
| 2017 | Fate Number For                 | "Fool"                    | Sí       |                                         | Sí       | Airplay                                            |
| 2017 | Our Twenty For                  | "Love Me Love Me"         | Sí       | Song Min-ho, Lee Seung-hoon             | Sí       | Future Bounce, Song Min-ho                         |
| 2017 | Our Twenty For                  | "Island"                  | Sí       | Bekuh BOOM, Song Min-ho, Lee Seung-hoon | Sí       | Bekuh BOOM, Future Bounce                          |

## Filmografía

### Dramas
| Año       | Título                   | Cadena                 | Papel          | Notas                           |
| --------- | ------------------------ | ---------------------- | -------------- | ------------------------------- |
| 2011–2012 | High Kick 3              | MBC                    | Él mismo       | Reparto                         |
| 2015      | We Broke Up              | Naver TV Cast          | Ji Won-young   | Protagonista; Web-drama         |
| 2015      | The Producers            | KBS                    | Él mismo       | Cameo (Episodios 4, 5, 10 & 12) |
| 2016      | Love for a Thousand More | Naver TV Cast, OnStyle | Yoo Jun-woo    | Protagonista; Web-drama         |
| 2017      | Prison Playbook          | tvN                    | Lee Joo-hyung  | Reparto                         |
| 2020      | Kairos                   | MBC                    | Lim Geon-wook  | [ 48 ] [ 49 ]                   |
| 2021      | Racket Boys              | SBS TV                 | Park Jun-yeong | ep. #6 - Aparición especial     |
| 2021-     | Voice 4                  | OCN                    | Han Woo-joo    | [ 51 ] [ 52 ] [ 53 ]            |

### Telerrealidad y Variedades
| Año  | Título                        | Papel                            | Cadena          | Notas                  |
| ---- | ----------------------------- | -------------------------------- | --------------- | ---------------------- |
| 2010 | Superstar K2                  | Participante                     | Mnet            | 4.º Lugar              |
| 2013 | WIN: Who Is Next?             | Team A (WINNER)                  | Mnet            | Ganador                |
| 2016 | Fantastic Duo                 | Panelista                        | SBS             | Ep. 1-2                |
| 2016 | The Collaboration             | Participante                     | Tencent/SBS MTV | Ep. 1-5                |
| 2016 | Flower Crew                   | Miembro                          | SBS             | Ep. 13-29              |
| 2017 | King of Mask Singer           | Participante                     | MBC             | Ep. 109                |
| 2017 | Baek Jong Won Top 3 Chef King | Invitado                         | SBS             | Ep. 82                 |
| 2017 | Wednesday Food Talk           | Invitado                         | TVN             | Ep. 119                |
| 2017 | Fantastic Duo                 | Panelista                        | SBS             | Ep. 23-24              |
| 2017 | Radio Star                    | MC                               | MBC             | Ep. 527                |
| 2019 | Running Man                   | Invitado                         | SBS             | junto a Lee Seung-hoon |
| 2020 | King of Mask Singer           | Participante como "Chow Yun-fat" | MBC             | Ep. 243-254            |

### Vídeos musicales
| Año  | Título                          | Artista                                           | Duración | Ref.   |
| ---- | ------------------------------- | ------------------------------------------------- | -------- | ------ |
| 2011 | "Life Is Tab (Dance Ver.)"      | Kang Seung-yoon                                   | 2:04     | [ 61 ] |
| 2011 | "Have You Ever Fallen in Love?" | Kang Seung-yoon                                   | 3:47     | [ 61 ] |
| 2012 | "Fanta Idol Commercial"         | Kang Seung-yoon with Lee Kwang-soo & Baek Jin-hee | 3:48     | [ 61 ] |
| 2013 | "Wild and Young"                | Kang Seung-yoon                                   | 3:52     | [ 62 ] |
| 2013 | "Stealer"                       | Kang Seung-yoon                                   | 3:48     | [ 63 ] |

### Revistas / sesiones fotográficas
| Año  | Título           | Notas                 |
| ---- | ---------------- | --------------------- |
| 2021 | Esquire Magazine | (publicación de mayo) |

## Premios y nominaciones
| Año  | Premiación                   | Categoría                     | Receptor        | Resultado |
| ---- | ---------------------------- | ----------------------------- | --------------- | --------- |
| 2010 | Cyworld Digital Music Awards | Rookie of the Month (octubre) | Kang Seung-yoon | Ganador   |
| 2010 | Gaon Chart Awards            | Rookie del Año                | Kang Seung-yoon | Ganador   |
| 2013 | MelOn Music Awards           | Best Rock                     | "It Rains"      | Nominado  |
| 2013 | Seoul Music Awards           | Rookie Award                  | Kang Seung-yoon | Nominado  |
| 2015 | K-Web Fest Awards            | Mejor Actor Masculino         | We Broke Up     | Ganador   |
| 2020 | 39th MBC Drama Awards        | Best New Actor                | Kairos          | Nominado  |